# Чемерин (Волынская область)
Чемерин (укр. Чемерин) — село в Олыкской поселковой общине Луцкого района Волынской области Украины.

## История
Впервые упоминается в Ипатьевской и Лаврентьевской летописях под 1149 годом, как город, возле которого остановились поляки и венгры, пришедшие на помощь волынскому князю Изяславу Мстиславичу ("И той зимой пришли к нему Болеслав и Генрих, брат его, и помощь венгерская и стали у Чемерина").
Код КОАТУУ — 0721882903. Население по переписи 2001 года составляет 435 человек. Почтовый индекс — 45264. Телефонный код — 3365. Занимает площадь 0,659 км².
До 2020 года входило в Киверцовский район.